# Албанська рив'єра

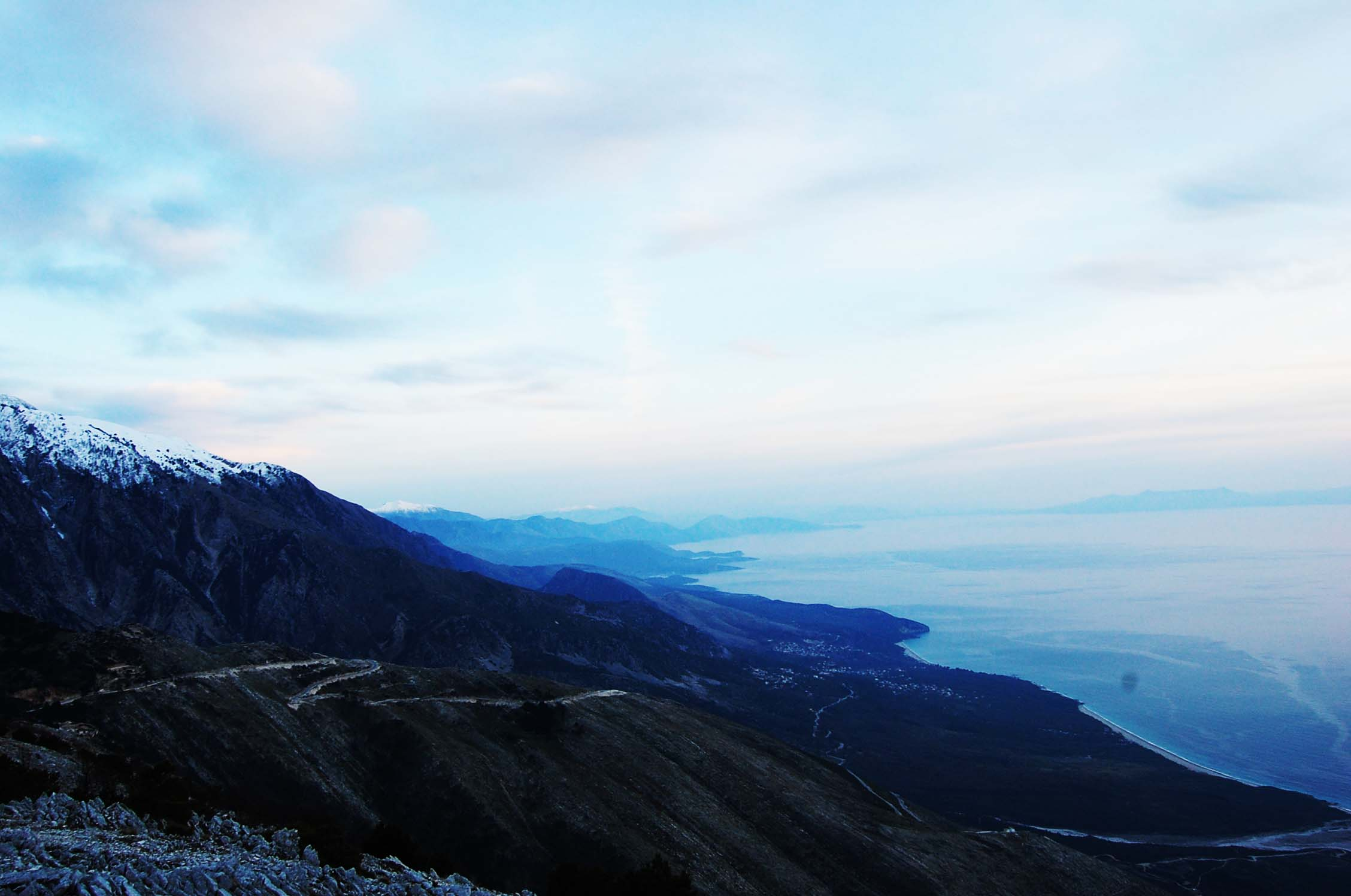
Вигляд з перевалу Логара на узбережжя зимою, на горизонті острів Корфу.

Албанська Рив'єра (алб. Riviera shqiptare) — назва частини узбережжя з крутими берегами на південному заході Албанії. Рив'єра розташована на Іонічному морі на північ від Саранди і закінчується біля перевалу Логара (1027 м) на південь від Вльори, де починається Адріатичне море. Албанці часто називають Рив'єру просто Брегу («Берег»). Ззаду Рив'єру обмежують Акрокераунські гори.

## Географія

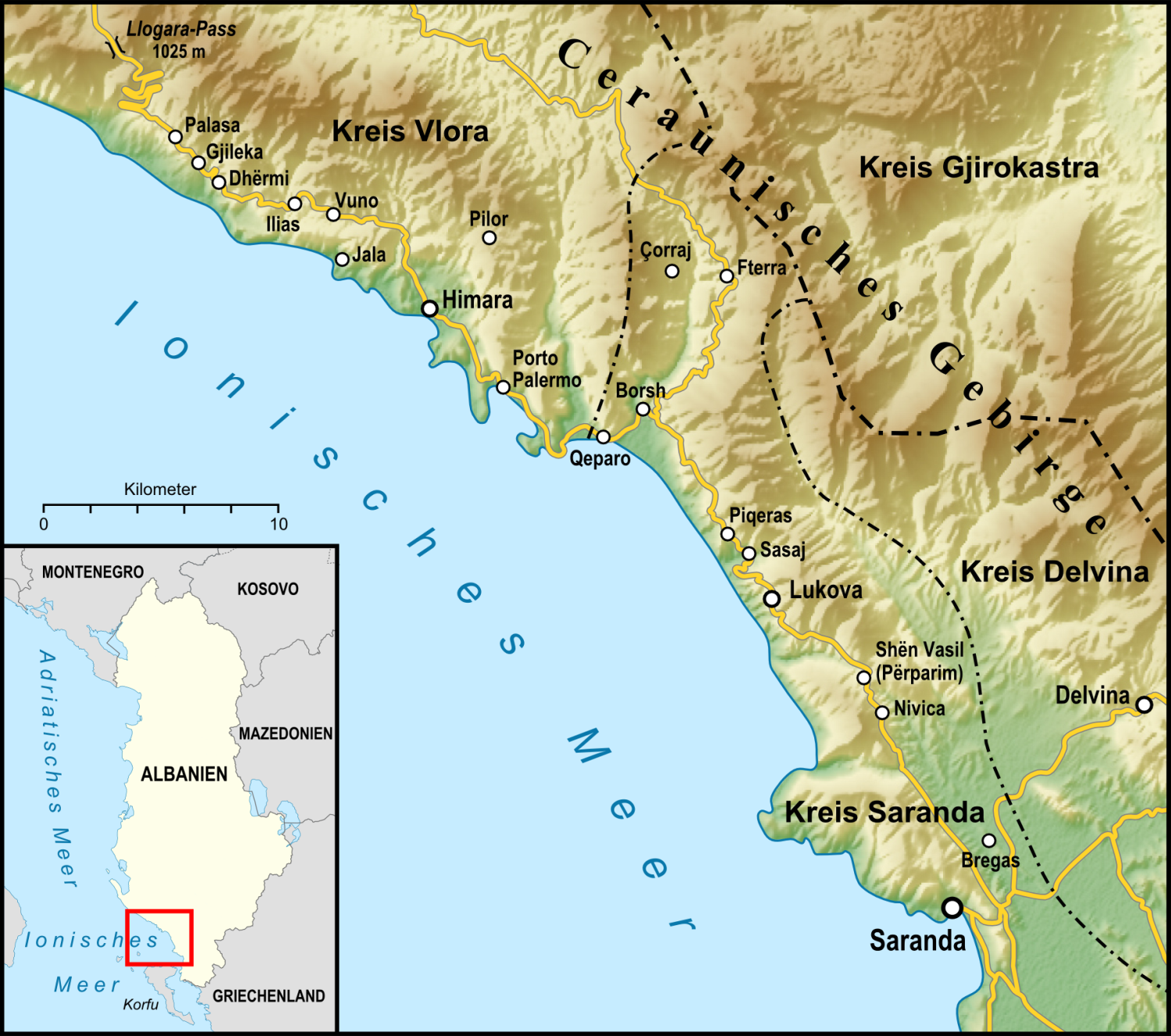
Топографічна карта Албанської Рив'єри

Головний населений пункт Рив'єри — місто Хімара. До 2015 року комуна Хімара включала в себе тільки північну частину Рив'єри (округ Вльора) з дев'ятьма селами. Паляса — найпівнічніше з них, розташоване у підніжжя перевалу Логара. За ним з півночі на південь йдуть Дермі, Гжилека, Іліас та Вуной. Пілюрі і Кудесі знаходяться в горах на схід від Хімари. Південніше на узбережжі знаходиться Кепаро-Фуша і розташоване над ним на горі Кепарой. Південна частина Рив'єри (округ Саранда) знаходиться на території комуни Люкова. Тут знаходяться розташовані в горах села Фтерра і Чорай а на узбережжі Борші, Казим-Палі, Пікерас, Сасай, Люкова, Шенвасія і Нівіца, розташовані уже за перевалом Шенвасія. В 2011 році загальне населення двох цих комун склало 7818 мешканців.
Цей район знаходиться в важкодоступній місцевості, його можна відвідати тільки проїхавши вузькими і звивистими дорогам. Після падіння комуністичного режиму в 1990—1991 роках населення Рив'єри дуже зменшилось. А саме, багато молодих людей стали шукати роботу в Греції. В деяких селах живуть зараз тільки люди похилого віку.

## Туризм

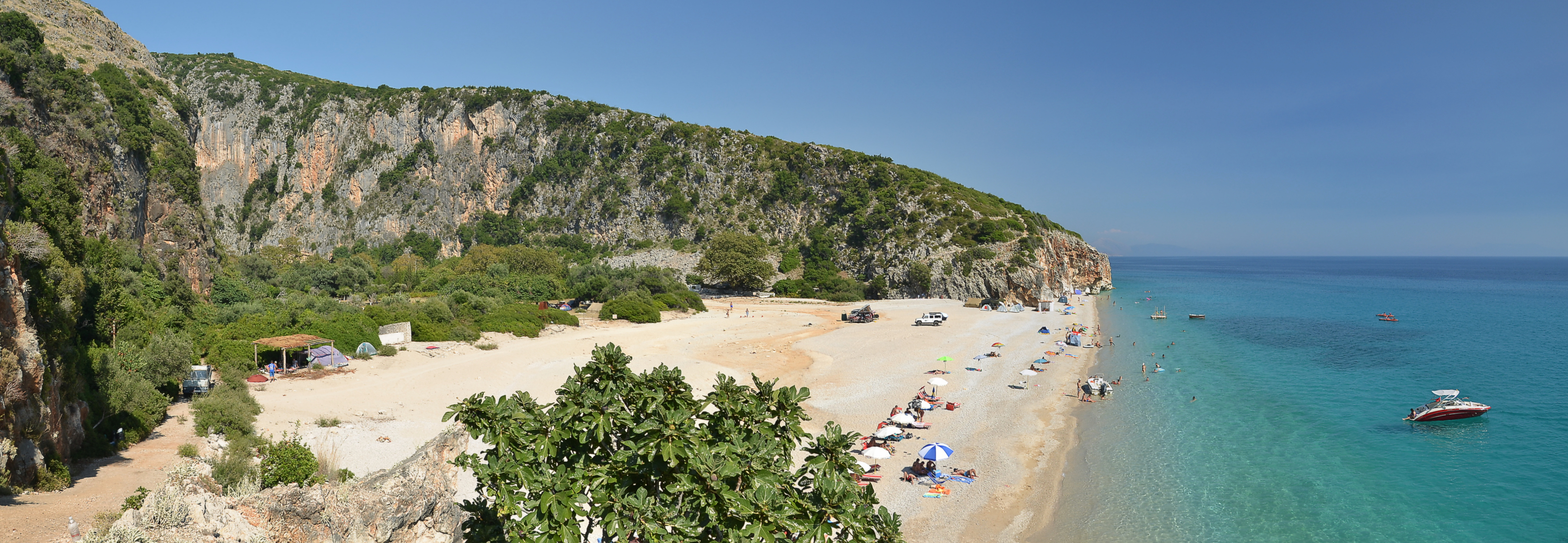
Пляж Гжипе між Дермі та Хімарою

Приблизно в 2000 році в регіоні почав поступово розвиватись туризм. Появились різноманітні готелі, апартаменти та ресторани. Берегова автодорога SH8 з осені 2008 була реконструйована. Також була розширена під'їзна дорога через перевал Логара. До 2011 були реконструйовані всі найбільш важливі дороги до пляжів від Дермі до Люкови.
Більшість туристів — це албанці з Албанії, Косово, Республіки Македонії, Чорногорії та Сербії, а також емігранти, що приїхали у відпустку на батьківщину. За межами міста Хімара і села Дермі територія більшою мірою вільна від готелів і ресторанів. Французька туристична компанія Club Med планувала стати першим західним інвестором, який збудує в Шенвасіє готельний комплекс. Але будівельні роботи були зупинені в 2009 році через протест місцевих жителів і суперечок з приводу власності на землю. Після цього Club Med згорнув свою діяльність в Албанії.